# Thamnodynastes
Thamnodynastes is een geslacht van slangen uit de familie toornslangachtigen (Colubridae) en de onderfamilie Dipsadinae.

## Naam en indeling
Er zijn twintig soorten, de wetenschappelijke naam van de groep werd voor het eerst voorgesteld door Johann Georg Wagler in 1830.

## Verspreiding en habitat
Vertegenwoordigers van dit geslacht komen voor in delen van Zuid-Amerika en leven in de landen Guyana, Suriname, Frans-Guyana, Brazilië, Peru, Venezuela, Colombia, Bolivia, Ecuador, Paraguay, Argentinië en Uruguay. De habitat bestaat uit vochtige tropische en subtropische berg- en laaglandbossen, savannes en scrublands.

## Beschermingsstatus
Door de internationale natuurbeschermingsorganisatie IUCN is aan achttien soorten een beschermingsstatus toegewezen. Zeventien soorten worden beschouwd als 'veilig' (Least Concern of LC) en een soort als 'onzeker' (Data Deficient of DD).

## Soorten
Het geslacht omvat de volgende soorten, met de auteur en het verspreidingsgebied.
| Naam                          | Auteur                                     | Verspreidingsgebied                                                                   |
| ----------------------------- | ------------------------------------------ | ------------------------------------------------------------------------------------- |
| Thamnodynastes almae          | Franco & Ferreira, 2003                    | Brazilië                                                                              |
| Thamnodynastes ceibae         | Bailey & Thomas, 2007                      | Venezuela                                                                             |
| Thamnodynastes chaquensis     | Bergna & Alvarez, 1993                     | Paraguay, Uruguay, Brazilië, Argentinië                                               |
| Thamnodynastes chimanta       | Roze, 1958                                 | Venezuela                                                                             |
| Thamnodynastes corocoroensis  | Gorzula & Ayarzagüena, 1996                | Venezuela                                                                             |
| Thamnodynastes dixoni         | Bailey & Thomas, 2007                      | Venezuela, Colombia                                                                   |
| Thamnodynastes duida          | Myers & Donnelly, 1996                     | Venezuela                                                                             |
| Thamnodynastes gambotensis    | Pérez-Santos & Moreno, 1989                | Colombia                                                                              |
| Thamnodynastes hypoconia      | Cope, 1860                                 | Brazilië, Argentinië, Paraguay, Uruguay                                               |
| Thamnodynastes lanei          | Bailey, Thomas & Da Silva, 2005            | Brazilië, Paraguay, Bolivia, mogelijk in Argentinië                                   |
| Thamnodynastes longicaudus    | Franco, Ferreira, Marques & Sazima, 2003   | Brazilië                                                                              |
| Thamnodynastes marahuaquensis | Gorzula & Ayarzagüena, 1996                | Venezuela                                                                             |
| Thamnodynastes pallidus       | Linnaeus, 1758                             | Guyana, Suriname, Frans-Guyana, Brazilië, Peru, Venezuela, Colombia, Bolivia, Ecuador |
| Thamnodynastes paraguanae     | Bailey & Thomas, 2007                      | Venezuela, Colombia                                                                   |
| Thamnodynastes phoenix        | Franco, Trevine, Montingelli & Zaher, 2017 | Brazilië                                                                              |
| Thamnodynastes ramonriveroi   | Manzanilla & Sánchez, 2005                 | Venezuela, Suriname, Guyana, Brazilië                                                 |
| Thamnodynastes rutilus        | Prado, 1942                                | Brazilië                                                                              |
| Thamnodynastes sertanejo      | Bailey, Thomas & Da Silva, 2005            | Brazilië                                                                              |
| Thamnodynastes strigatus      | Günther, 1858                              | Argentinië, Uruguay, Paraguay, Brazilië                                               |
| Thamnodynastes yavi           | Günther, 1858                              | Venezuela                                                                             |